# Panesthia parva
Panesthia parva är en kackerlacksart som beskrevs av Shaw 1918. Panesthia parva ingår i släktet Panesthia och familjen jättekackerlackor. Inga underarter finns listade i Catalogue of Life.